# Культура дзвоноподібних келихів

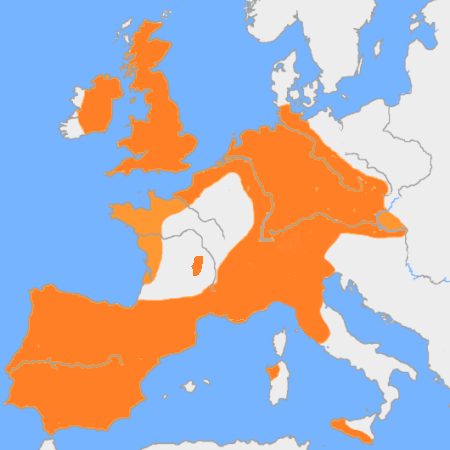
Приблизний ареал культури Дзвоноподібних келихів

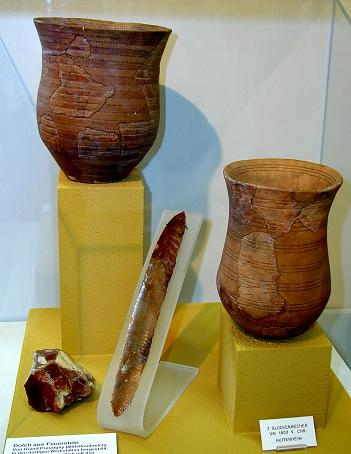
Об'єкти культури Дзвоноподібних келихів

Культура дзвоноподібних келихів — археологічна культура мідної доби.
Датується 2600-2200 роками до н.е. Була поширена на території Південної й Центральної Європи, а також Великої Британії.
Названа за характерною формою посудин у вигляді переверненого дзвона.
Відома в основному за похованнями:
- у гротах (на Півдні), кам'яних ящиках, простих ямах, іноді в курганах;
- обряд — головним чином трупоположення, рідше — трупоспалення.

Інвентар: глиняні посудини, мідні кинджали, наконечники стріл із кременя й обсидіану, кам'яні, кістяні й бурштинові ґудзики й інше.
Виділяється ряд локальних груп культури дзвоноподібних келихів. Для середньоєвропейської групи характерне заняття населення скотарством, полюванням, збиранням.
Були відомі лиття металу й ткацтво. У деяких випадках відзначені ознаки землеробства.
Питання про походження культури дзвоноподібних келихів залишається спірним. Більшість учених уважає місцем її виникнення Піренейський півострів, є й інші точки зору, що зв'язують її походження з усім Західним Середземномор'ям, Північною Африкою, Східним Середземномор'ям; деякі дослідники вбачають зв'язок культури дзвоноподібних келихів з попередньою їй у Європі культурою шнурової кераміки . 
Долі культури дзвоноподібних келихів на різних територіях були різні, багато її груп зіграли значну роль в утворенні культур ранньої бронзової доби Центральної й Південної Європи.